# Kabinett Loubet

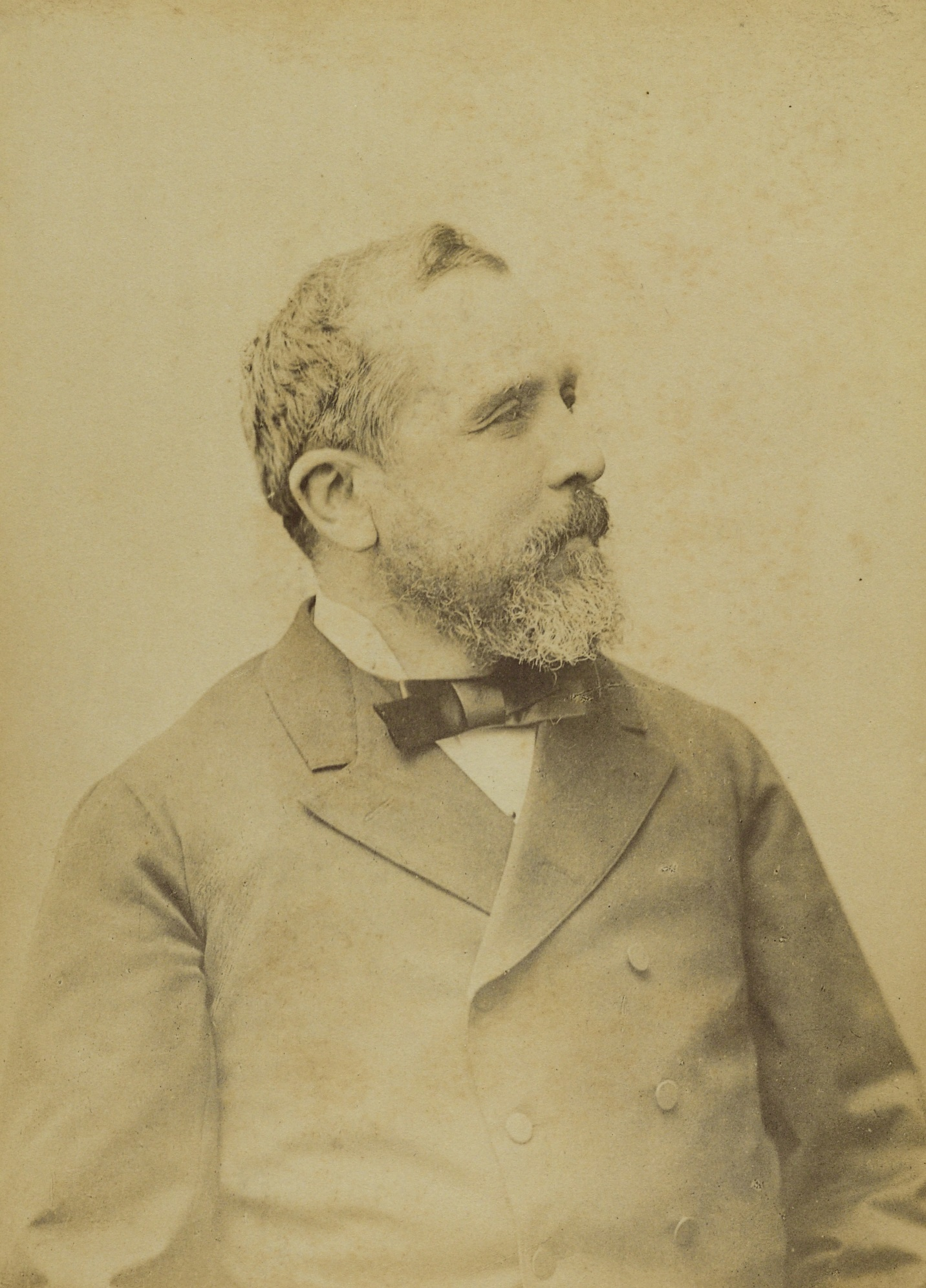
Loubet, Emile (Photo Pirou)

Das Kabinett Loubet  war eine Regierung der Dritten Französischen Republik. Es wurde am 27. Februar 1892 von Premierminister (Président du Conseil) Émile Loubet gebildet und löste das Kabinett Freycinet IV ab. Es blieb bis zum 28. November 1892 im Amt und wurde vom Kabinett Ribot I abgelöst.
Dem Kabinett gehörten Minister folgender parlamentarischer Gruppen an: Union des gauches (UG) (diese unterteilt in Union libérale républicaine (ULR), Union démocratique (UD), Républicains progressistes (RP), Union républicaine (UR) und Association nationale républicaine (ANR)), Gauche républicaine (GRepS) und Gauche radicale (GRad).

## Kabinett
Dem Kabinett gehörten folgende Minister an:
- Premierminister: Émile Loubet (GRepS)
- Innenminister: Émile Loubet
- Außenminister: Alexandre Ribot (ULR)
- Justiz- und Religionsminister: Louis Ricard[1] (RP)
- Kriegsminister: Charles de Freycinet (GRepS)
- Minister für Marine: Godefroy Cavaignac (UD)
  - ab 12. Juli 1892 Minister für Marine und Kolonien: Auguste Burdeau (UG)
- Finanzen: Maurice Rouvier (ANR)
- Minister für öffentlichen Unterricht: Léon Bourgeois (GRad)
- Landwirtschaftsminister: Jules Develle (UR)
- Minister für Handel: Jules Roche[2] (RP)
- Minister für öffentliche Arbeiten und Sozialversicherung: Jules Viette (GRad)

### Unterstaatssekretäre
Dem Kabinett gehörten folgende Sous-secrétaires d’État an:
- Kolonialangelegenheiten im Marineministerium (ab 9. März 1892): Émile Jamais (UR)

## Historische Einordnung

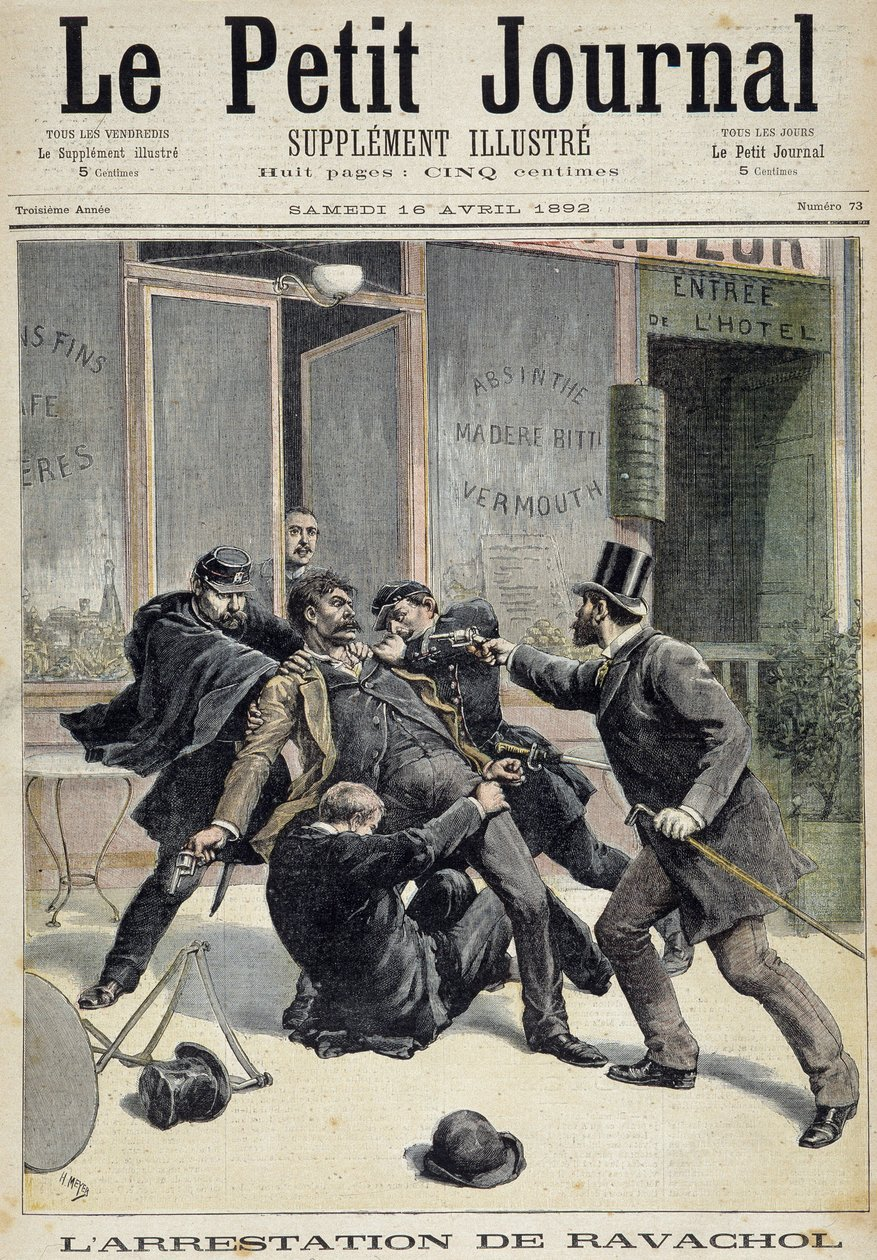
Verhaftung Ravachols

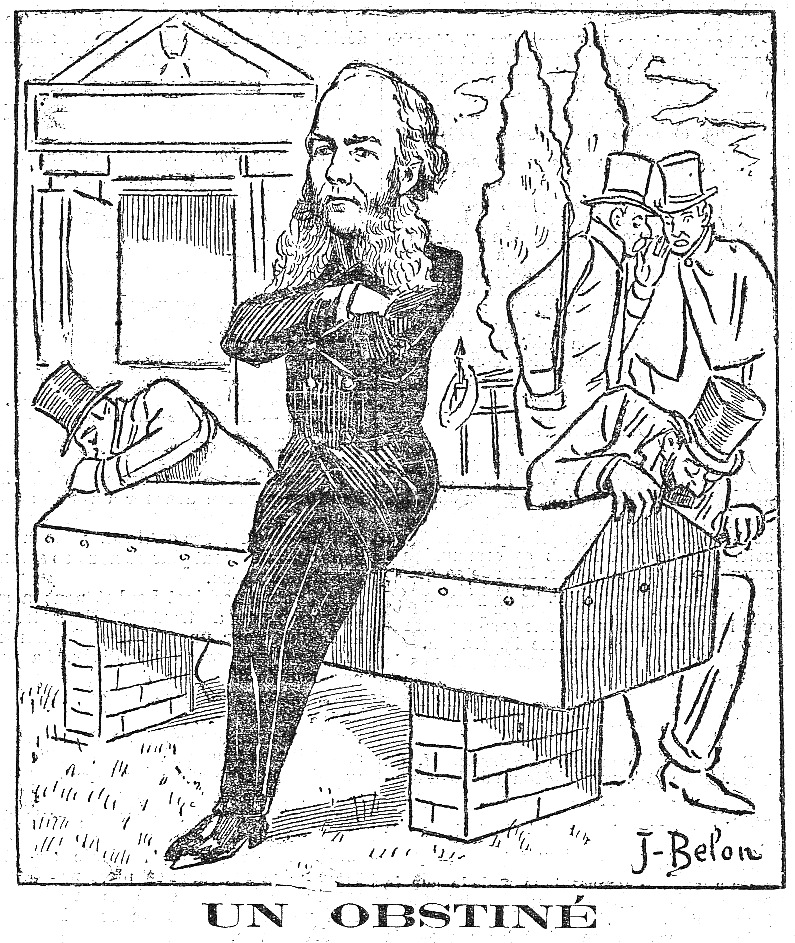
Die Regierung Loubet, insbesondere der Justizminister Ricard, weigerte sich, die Autopsie des Barons de Reinach zu genehmigen. Die Kammer gab ihm in diesem Punkt Unrecht und brachte ihn damit zu Fall (Karikatur in La Presse).

In Frankreich kam es in dieser Zeit zu einer Welle von anarchistischen Attentaten, die unter dem Schlagwort Propaganda der Tat (Propagande par le fait) zusammengefasst werden:
- Bombenanschlag Ravachols am 11. März 1892 gegen das Haus eines Richters, der nach Auseinandersetzungen am 1. Mai 1891 in Clichy Anarchisten verurteilt hatte;[3]
- am 15. März 1892 Bombenanschlag auf die Kaserne Lobau[A 1] durch Théodule Meunier;[4]
- Bombenanschlag am 27. März 1892 durch Ravachol gegen das Haus eines Staatsanwalts, der mit den Vorfällen in Clichy befasst war;[3]
- am 25. April 1892 platzierte Meunier eine Bombe in der Nähe der Bar des Restaurants Véry, als Vergeltung für seinen Kellner Jules Lhérot, der Ravachol denunziert hatte und für dessen Verhaftung verantwortlich war. Der Barbesitzer wird verletzt und ein Gast kommt ums Leben.[4]
- Versuch von Alexander Berkman am 23. Juli 1892, Henry Clay Frick zu ermorden, um die während des Homestead-Streiks ums Leben gekommenen Arbeiter zu rächen.
- am 8. November 1892 Attentat auf die Polizeistation in der Rue des Bons-Enfants durch Émile Henry;[5]

Eine Strafrechtsänderung führte als besonderes Vergehen ein, dass es nun als vorsätzlicher Mordversuch galt, „in krimineller Absicht auf einer öffentlichen oder privaten Straße einen Sprengkörper abzulegen“ und befreite diejenigen von der Strafe, die ihre Komplizen anzeigten oder ihre Festnahme veranlassten. Ravachol selbst war Ende März verhaftet und am 11. Juli 1892 hingerichtet worden.
Der Bergarbeiterstreik von Carmaux, der als lokales Ereignis begonnen hatte, wurde national bedeutend, nachdem Loubet Truppen zu seiner Niederschlagung gesandt hatte. Während sich Linkspolitiker wie Jean Jaurès und Alexandre Millerand auf die Seite der Streikenden stellten, schlug Georges Clemenceau ein Schiedsverfahren vor, das von Loubet geleitet werden sollte. Loubet vertrat jedoch die Interessen der Arbeitgeber und Streikende wurden verurteilt. Eine Amnestie lehnte die Abgeordnetenkammer ab. Im November 1892 kam es zu einer vorläufigen Einigung, als der Bergwerksdirektor Humblot zurücktrat und die verurteilten Arbeiter freigelassen wurden.
Am 2. August 1892 wurde das französisch-russische Militärabkommen (Ende 1917) abgeschlossen. Es wurde am 27. Dezember 1893 von Russland und am 4. Januar 1894 von Frankreich ratifiziert und sah die Mobilisierung beider Partner im Falle der Mobilisierung eines Mitglieds des Dreibundes und im Falle einer Aggression das sofortige Eingreifen der Truppen vor. Die Unterzeichner verpflichteten sich, keinen Separatfrieden zu schließen. Das Protektorat von Dahomey wurde Anfang Dezember 1892 errichtet.
Das Gremium der Arbeitsinspektoren, die die Anwendung des Arbeitsrechts in den Unternehmen, die Einhaltung der Arbeitszeitbegrenzung für Minderjährige (Arbeit nach 13 Jahren, 10-Stunden-Tag für unter 16-Jährige, 11-Stunden-Tag für unter 18-Jährige und Frauen, Verbot von Nachtarbeit), aber auch die Einhaltung der Sicherheits- und Hygienevorschriften für alle Arbeitnehmer überwachen sollte, wurde am 2. November 1892 eingerichtet.
Am 6. September 1892 wurde der Panamaskandal durch eine Veröffentlichung in der Zeitschrift La Libre Parole bekannt. Jacques de Reinach, einer der Hauptbeteiligten, beging am 20. November 1892 Selbstmord. Loubet trat im Zusammenhang mit dieser Affäre zurück.